# Berezna, Hmilnîk
Berezna (în ucraineană Березна) este localitatea de reședință a comunei Berezna din raionul Hmilnîk, regiunea Vinnița, Ucraina.

## Demografie
Componența lingvistică a localității Berezna
     Ucraineană (98,16%)
     Rusă (1,41%)
     Alte limbi (0,42%)
Conform recensământului din 2001, majoritatea populației localității Berezna era vorbitoare de ucraineană (98,16%), existând în minoritate și vorbitori de rusă (1,41%).